# Johann M. Baur
| Odkryte planetoidy: 15 | Odkryte planetoidy: 15 |
| ---------------------- | ---------------------- |
| (3896) Pordenone       | 18 listopada 1987      |
| (4630) Chaonis         | 18 listopada 1987      |
| (4637) Odorico         | 8 lutego 1989          |
| (4803) Birkle          | 1 grudnia 1989         |
| (5137) Frevert         | 8 listopada 1990       |
| (5518) Mariobotta      | 30 grudnia 1989        |
| (14856) 1989 SY13      | 26 września 1989       |
| (19145) 1989 YC        | 25 grudnia 1989        |
| (19976) 1989 TD        | 4 października 1989    |
| (26825) 1989 SB14      | 26 września 1989       |
| (29163) 1989 SF14      | 26 września 1989       |
| (30803) 1989 SG14      | 26 września 1989       |
| (46550) 1989 SZ13      | 26 września 1989       |
| (175661) 1989 SC14     | 26 września 1989       |
| (322612) 1989 SA14     | 26 września 1989       |
| 1.                     |                        |

Johann Martin Baur (ur. 1930, zm. 2007) – niemiecki astronom amator. Założył Obserwatorium Chaonis w Chions w północnych Włoszech. W latach 1987–1990 odkrył 15 planetoid, z czego 8 samodzielnie, a 7 wspólnie z Kurtem Birklem.
W uznaniu jego pracy jedną z planetoid nazwano (11673) Baur.